# Лунджешть (комуна)
Лунджешть, Лунджешті (рум. Lungești) — комуна у повіті Вилча в Румунії. До складу комуни входять такі села (дані про населення за 2002 рік):
- Генцулей (475 осіб)
- Думбрава (215 осіб)
- Каркадієшть (236 осіб)
- Лунджешть (1219 осіб)
- Стенешть-Лунка (669 осіб)
- Фумурень (871 особа)

Комуна розташована на відстані 151 км на захід від Бухареста, 60 км на південь від Римніку-Вилчі, 41 км на північний схід від Крайови.

## Населення
За даними перепису населення 2002 року у комуні проживали 3685 осіб.
Національний склад населення комуни:
| Національність | Кількість осіб | Відсоток |
| -------------- | -------------- | -------- |
| румуни         | 3512           | 95,3%    |
| цигани         | 171            | 4,6%     |
| угорці         | 2              | 0,1%     |

Рідною мовою назвали:
| Мова      | Кількість осіб | Відсоток |
| --------- | -------------- | -------- |
| румунська | 3517           | 95,4%    |
| циганська | 167            | 4,5%     |
| угорська  | 1              | < 0,1%   |

Склад населення комуни за віросповіданням:
| Релігія       | Кількість осіб | Відсоток |
| ------------- | -------------- | -------- |
| православні   | 3664           | 99,4%    |
| п'ятдесятники | 15             | 0,4%     |
| римо-католики | 2              | 0,1%     |
| адвентисти    | 1              | < 0,1%   |